# Juliette Gréco
Marie-Juliette Gréco (Montpellier, 7 de febrero de 1927 - Ramatuelle, 23 de septiembre de 2020) fue una cantante y actriz francesa. Fue apodada por la prensa como «La musa de los existencialistas».

## Cantante
Comenzó su carrera como actriz de teatro y radio, pero, muy pronto, siguiendo los consejos de Anne-Marie Cazalis y Jean-Paul Sartre, decidió cantar profesionalmente.
Cita de Antony Beevor y Artemis Cooper:

Gréco aún no había cantado nunca de modo profesional y seguía considerándose actriz. (...) Anne-Marie Cazalis estaba convencida de que debía dedicarse a la canción, y así se lo indicó a Sartre una noche, cuando regresaban (...) de una cena. El filósofo no pudo menos que reírse antes de contestar: "Si quiere cantar, debería hacerlo". La aludida (...) les aseguró por encima del hombro, irritada por el tono de su conversación, que no tenía intención alguna de dedicarse a cantar. Cuando Sartre quiso saber el porqué, ella repuso: -No sé cantar. Y además, no me gustan las canciones que se oyen por la radio. -Y si no te gustan ésas, ¿cuáles son las que te gustan? Ella mencionó los nombres de Agnès Capri e Yves Montand. Sartre zanjó la conversación diciendo: -Ven a verme mañana (...) Cuando Gréco llegó (...) Sartre le había buscado algunos libros de poesía. Entre los poemas que eligió ella se hallaban "C'est bien connu" de Queneau y "L'éternel féminin" de Jules Laforgue. Sartre le dio también un poema que había escrito él mismo para "A puerta cerrada". Le dijo que fuera a ver al compositor Joseph Kosma (...) Éste puso música al poema de Queneau (al que llamaron "Si tu t'imagines"), al de Laforgue y a "La rue des blancs manteaux", de Sartre.

En 1949, actuó en el cabaret parisino "Le boeuf sur le toit" y tuvo éxito en muy poco tiempo, ya que al año siguiente recibió el premio de la SACEM por su disco "Je hais les dimanches" (Odio los domingos) y, en 1952, hizo una gira por Brasil y Estados Unidos con la revista April in Paris. Cuando en 1954 actuó en el Olympia de París, ya era una cantante consagrada.
Sus dificultades para encontrar canciones adecuadas a su estilo la llevaron a descubrir a varios compositores que, posteriormente, llegarían a ser famosos, como Jacques Brel, Serge Gainsbourg o Léo Ferré.
En 1984 fue condecorada como Chevalier de la Légion d'honneur (Caballero de la Legión de Honor).
Estuvo casada con el músico y pianista Gérard Jouannest.
Según Manuel Vicent, fue amante de Albert Camus. Se veía con ella en el hotel La Louisiane.
Falleció el 23 de septiembre de 2020 a los 93 años en su última residencia, en Ramatuelle (departamento del Var), en el corazón de la Costa Azul ". Su familia manifestó en un comunicado: "Se ha ido rodeada de los suyos en su tan querida casa de Ramatuelle. Su vida fue fuera de lo común".

## Sus grandes canciones

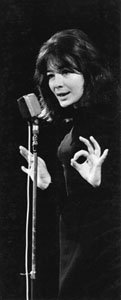
Juliette Gréco en 1963

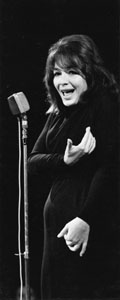
Juliette Gréco en 1963

- 1950: Si tu t'imagines, poema de Raymond Queneau composición musical de Joseph Kosma.
- 1950: La Fourmi, poema de Robert Desnos composición musical de Joseph Kosma.
- 1951: Je suis comme je suis, letra de Jacques Prévert y música de Joseph Kosma.[4]
- 1951: Les Feuilles mortes, de la película Les Portes de la nuit de Marcel Carné, letra de Jacques Prévert y música de Joseph Kosma.[5]
- 1951: Sous le ciel de Paris, de la película Sous le ciel de Paris de Julien Duvivier, letra de Jean Dréjac y música de Hubert Giraud.
- 1951: Je hais les dimanches, letra de Charles Aznavour y música de Florence Véran.[6][7]
- 1953: La Fiancée du pirate, extraída de L'Opéra de quat'sous, adaptación francesa de André De Mauprey según letra de Bertolt Brecht, música de Kurt Weill.
- 1954: Coin de rue, letra y música de Charles Trenet.
- 1955: Chanson pour l'Auvergnat, letra y música de Georges Brassens.
- 1960: Il n’y a plus d’après, letra y música de Guy Béart.
- 1961: Jolie môme, letra y música de Léo Ferré.
- 1961: C’était bien (Le P’tit bal perdu), letra de Robert Nyel y música de Gaby Verlor.
- 1962: Accordéon, letra y música de Serge Gainsbourg.
- 1962: Paris canaille, letra y música de Léo Ferré.
- 1963: La Javanaise, letra y música de Serge Gainsbourg.
- 1966: Un petit poisson, un petit oiseau, letra de Jean-Max Rivière y música de Gérard Bourgeois.
- 1967: Déshabillez-moi, letra de Robert Nyel y música de Gaby Verlor.
- 1970: Les Pingouins, letra y música de Frédéric Botton.
- 1971: La Chanson des vieux amants, letra de Jacques Brel y música de Gérard Jouannest.
- 1971: J’arrive, letra de Jacques Brel y música de Gérard Jouannest.
- 1972: Mon fils chante, letra de Maurice Fanon y música de Gérard Jouannest.
- 1977: Non monsieur je n’ai pas vingt ans, letra de Henri Gougaud y música de Gérard Jouannest
- 1983: Le temps des cerises, poema de Jean-Baptiste Clément y música de Antoine Renard
- 1988: Ne me quitte pas, letra y música de Jacques Brel[8]
- 2006: La Chanson de Prévert, letra y música de Serge Gainsbourg.
- 2009: Le Déserteur, letra y música de Boris Vian.
- 2009: Le Solitaire, letra de Brigitte Fontaine.

## Discografía
- Juliette Greco-The Legend of Chanson (2 CD)(2003) Choice of Music.
- L'Éternel féminin - Intégrale (21 CD)(2003) Mercury.

## Filmografía (participación en películas)
- 1948: Les Frères Bouquinquant de Louis Daquin: una religiosa
- 1949: Ulysse ou les mauvaises rencontres, cortometraje de Alexandre Astruc: Calypso
- 1949: Au royaume des cieux de Julien Duvivier: Rachel
- 1950: Orphée (film, 1950) de Jean Cocteau: Aglaonice
- 1950: ...Sans laisser d'adresse de Jean-Paul Le Chanois: la cantante — Canta La Fiancée du prestidigitateur
- 1951: Boum sur Paris de Maurice de Canonge: ella misma
- 1952: Le Gantelet vert (The Green Glove) de Rudolph Maté : la cantante — Canta Romance y L’amour est parti.
- 1953: La Route du bonheur (Saluti e baci) de Maurice Labro y Giorgio Simonelli: ella misma
- 1953: Quand tu liras cette lettre de Jean-Pierre Melville: Thérèse Voise
- 1955: Elena et les hommes de Jean Renoir: Miarka, la gitana que canta  et Méfiez-vous de Paris.
- 1956: La Châtelaine du Liban (film, 1956) (La Castellana del Líbano) de Richard Pottier : Maroussia — Canta Mon cœur n’était pas fait pour ça.
- 1956: L'Homme et l'Enfant de Raoul André: Nicky Nistakos
- 1957: Œil pour œil (film, 1957) (Occhio per occhio) de André Cayatte, Gréco (silueta) canta C’est de destin qui commande.
- 1957: The Sun Also Rises de Henry King: Georgette Aubin
- 1958: Bonjour tristesse de Otto Preminger: ella misma que canta  Bonjour tristesse
- 1958: The Roots of Heaven de John Huston: Minna
- 1958: The Naked Earth de Vincent Sherman: Maria — Canta Demain il fera jour.
- 1959: La Lorelei brune (Whirlpool) de Lewis Allen: Lora — Canta Whirlpool
- 1960: Crack in the Mirror de Richard Fleischer: Éponine/Florence
- 1961: The Big Gamble de Richard Fleischer: Marie
- 1962: Maléfices de Henri Decoin: Myriam Heller
- 1964: Cherchez l'idole de Michel Boisrond: simple aparición
- 1965: L'Amour à la mer de Guy Gilles: la actriz
- 1965: La Case de l'oncle Tom (film, 1965) (Onkel Toms Hütte) de Géza von Radványi: Dinah — Canta Tant pis, tant pis pour moi (So Much the Worse For Me).
- 1965: Belphégor ou le Fantôme du Louvre, serie de televisión de Claude Barma: Laurence/Stéphanie — Tras el éxito televisivo en el que no canta interpreta la canción Belphégor (el compositor Philippe-Gérard se inspiró en la música compuesta por Antoine Duhamel para la serie).
- 1966: La noche de los generales (The Night of the Generals) de Anatole Litvak: Juliette — canta L'amour est plus jeune que la mort.
- 1967: Le Désordre à vingt ans, documental de Jacques Baratier: ella misma
- 1973: Far West (film, 1973) de Jacques Brel: simple aparición
- 1975: Lily quiéreme (Lily aime-moi) de Maurice Dugowson: Flo
- 1999: Lettre à mon frère Guy Gilles, cinéaste trop tôt disparu, documental de Luc Bernard: ella misma.
- 2001: Paris à tout prix, miniserie documental de Yves Jeuland: ella misma
- 2001: Belphégor, le fantôme du Louvre: la señora que pasea en el cementerio.
- 2002: La Dernière fête de Jedermann (Jedermanns Fest) de Fritz Lehner: Yvonne Becker

## Video
- Juliette Gréco Olympia 2004 (1 DVD) Polydor